# Круценко Сергій В'ячеславович
Сергій В'ячеславович Круценко (26 грудня 1967 — 8 січня 2023) — український композитор, виконавець-мультиінструменталіст, продюсер, режисер, поет та мислитель, спеціаліст з акустичних та візуальних технологій.

## Життєпис
Народився в Києві, у родині музикантів. Батько — В'ячеслав Новіков, мати — викладач Музичної академії, дідусі та бабусі — солісти Національної заслуженої академічної капели України «Думка». Закінчив спеціалізовану музичну школу та навчався у Київській консерваторії (клас професора Олександра Панова).
З початку 1990-х почав працювати з музичним продакшеном, співпрацював із десятками українських та закордонних зірок класичної, естрадної та рок-музики. Створив першу в Україні студію звукозапису, яка здійснює запис акустичних складів для кіно- та аудіофільських релізів у звукових форматах DSD та PCM 384KHz, у всіх сучасних форматах просторового звуку Surround.
Як саундпродюсер виступив керівником створенням першого в історії кримськотатарського симфонічно-етнічного альбому у виконанні переможниці Євробачення — Джамали. Робота поєднала кримськотатарську етніку із симфонічним оркестром та сучасною синтезаторною мовою. Запис оркестру зробили під орудою диригента Кирила Карабиця. Разом із композиторкою Інною Пушкар продюсував український музичний гурт «Доміно».
Як композитор Сергій створив музику до більш ніж 30 художніх фільмів, серед яких «Хайтарма», «Микита Кожум'яка», «ЇЇ молитва». Був художнім керівником та режисером всеукраїнського проєкту «Дивись українське» — проєкту з прокату мікрометражних суспільно вагомих фільмів у передсеансному просторі у всіх кінотеатрах України.
Режисер фільму-опери «Коли цвіте папороть» (Львівська національна опера, 2019-2020). Режисер та співавтор художнього фільму та міжнародного, гуманістичного проєкту «Адреса на стіні» (2022) — виступив продюсером, режисером та саунд-продюсером запису та зйомки фільмів.
Багато працював як продюсер запису великих симфонічних складів для саундтреків кіно та великих концертних, театральних та шоу постановок. Серед яких: «Гімн України» у виконанні Молодіжного Симфонічного Оркестру України під орудою диригентки Оксани Линів; перший в історії запис у форматі 5.1 Surraund для об’єднаного біг-бенду Європи під егідою EBU (European Broadcast Union); «Великий Гетсбі» — американо-український балет Дениса Матвієнка; «Страсті за Тарасом» — велика концертна ораторія Євгена Станковича на вірші Тараса Шевченка; симфонічна версія пісні переможниці «Євробачення» у виконанні Джамали «1944», художні фільми «Холодна кров» (Last Step) з Жаном Рено, «Захар Беркут» з Робертом Патріком, «Шляхом Колумбу» з Жераром Депардьє, «Iван Сила», «Хайтарма», «Mertopole», «Незламна», «Микита Кожум'яка» та інших. Спільно із Віталієм Малаховим працювали над проєктом про Андріївський узвіз, перенесли виставу Київського Театру на Подолі «Вернісаж на Андріївському» у формат кіно (кіноверсія вистави отримала назву «Вернісаж. Київ»).
У період з 2004 по 2006 роки — радником Міністра культури України з питань кіно та музичної політики. Брав активну участь у розробці необхідних документів для вступу України до Eurimages — Європейського стандарту співвиробництва кінопродукту. З 1991 року брав активну участь у розробці та впровадженні законів про авторське право в Україні.
Помер 8 січня 2023 року в Києві, про що повідомила співачка Джамала: «Сергій Круценко помер не на фронті, але я записую його смерть на рахунок нашого ворога, бо вони забирають не тільки наше життя, але й руйнують наше психологічне та фізичне здоров'я. Коли влаштовують терор, вбивають нас і морально. А тим, хто чуйні та вразливі, — це дається складно».

## Композитор

### Популярна музика
- «Вибирай» Ані Лорак (сл. Марія Бурмака, муз. Сергій Круценко)[8]
- «Полуднева спека» Ані Лорак (сл. Микола Бровченко, муз. Сергій Круценко)[9]
- «Я втомився» власного виконання (сл. та муз. Сергій Круценко)

## Фільмографія

### Композитор
- 2004 — «Джокер» (телефільм), реж. Костянтин Шамін
- 2005 — «З днем народження, королева!» (телефільм), реж. Тетяна Магар
- 2007 — «Спостерiгач» (не завершений) реж. Володимир Нахабцев-молодший
- 2009 — 2011 — «Поєдинки» (серіал), реж. Станіслав Довжик, Олександр Сидоров, Володимир Нахабцев-молодший, Валерій Ніколаєв, Леонід Білозорович, Альгіс Арлаускас, Сергій Кожевніков
- 2012 — «Полювання на гауляйтера» (серіал), реж. Олег Базілов
- 2013 — «Пастка» (серіал), реж. Сергій Коротаєв
- 2013 — «Полярний рейс», реж. Сергій Чекалов
- 2013 — «Хайтарма», реж. Ахтем Сеітаблаєв[2][10]
- 2013 — «Холодна страва», реж. Володимир Нахабцев-молодший
- 2013 — «Я — Ангина!», реж. Володимир Нахабцев-молодший
- 2014 — «Повітова драма» (телефільм)
- 2014 — «Предмет обожнення», реж. Олег Базілов
- 2016 — «Микита Кожум'яка» (3D-анімаційний фільм-фентезі), реж. Манук Депоян[2]
- 2017 — «Чужа молитва», реж. Ахтем Сеітаблаєв
- 2017 — «На своїй землі» (короткометражний), реж. Саша Кірієнко[11][12]

### Актор
- 1998 — «Бери шинель…» (телефільм)

### Продюсер
- 1998 — «Бери шинель…» (телефільм)
- 2007 — «Спостерiгач» (не завершений), реж. Володимир Нахабцев-молодший
- 2018 — «Клоун»

### Режисер
- 2017 — «Сильніше за янгола»
- 2017 — «Тоні та Тоня»